# Gournay-sur-Marne
Gournay-sur-Marne település Franciaországban, Seine-Saint-Denis megyében. Lakosainak száma 7101 fő (2022. január 1.). Gournay-sur-Marne Champs-sur-Marne, Chelles, Gagny, Neuilly-sur-Marne és Noisy-le-Grand községekkel határos.

## Népesség
A település népességének változása:
| Lakosok száma | 6663 | 6852 | 6924 | 6869 | 6878 | 6844 | 6814 | 6882 | 7101 |
|               | 2013 | 2015 | 2016 | 2017 | 2018 | 2019 | 2020 | 2021 | 2022 |